# Gomolatki

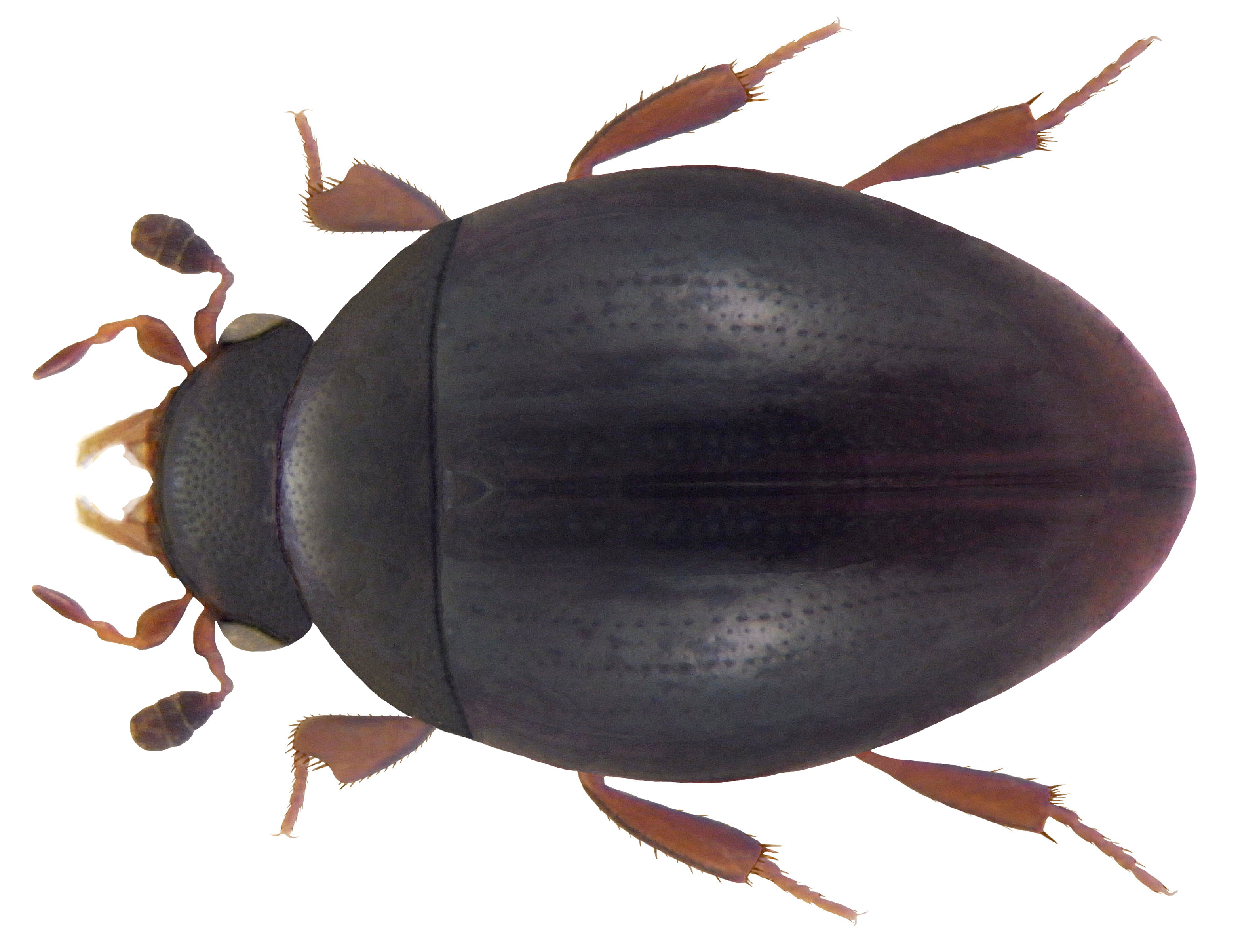
Megasternum concinnum

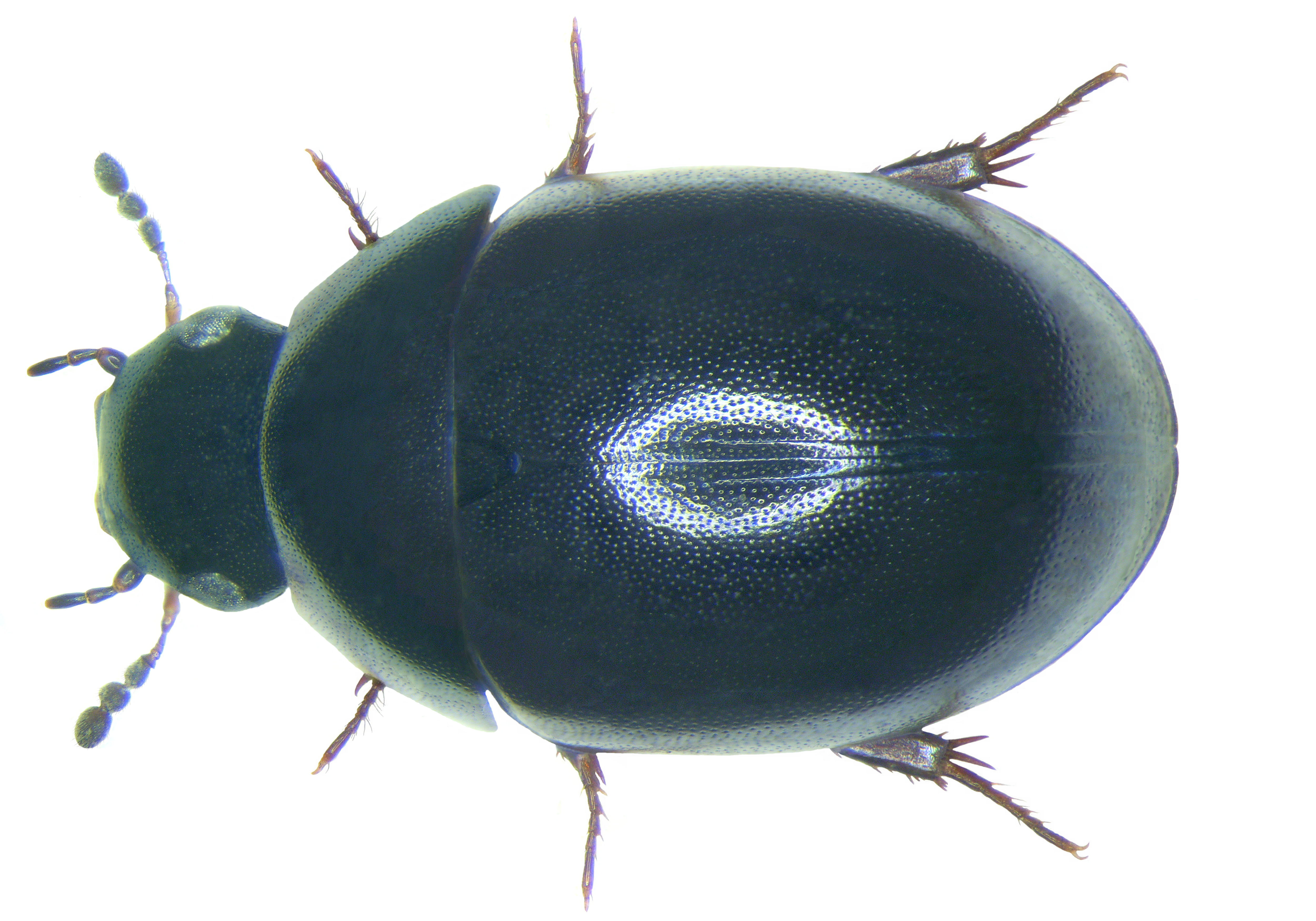
Coelostoma orbiculare

Gomolatki (Sphaeridiinae) – podrodzina chrząszczy z podrzędu wielożernych i rodziny kałużnicowatych. Obejmuje około tysiąca opisanych gatunków zgrupowanych w około 90 rodzajach.

## Morfologia

### Owad dorosły
Chrząszcze o zaokrąglonym w zarysie ciele długości od 0,7 do 7,7 mm, z wierzchu nagim i gładkim, od spodu najczęściej o częściowo zredukowanym, a u niektórych Omicrini i Megasternini całkowicie zanikłym plastronie (okrywie z hydrofobowego owłosienia). Głowa jest prognatyczna, o dużym nadustku, silnie poprzecznej i, z nielicznymi wyjątkami, wciągniętej pod nadustek wardze górnej oraz krótkich czułkach zbudowanych z ośmiu lub dziewięciu członów, z których trzy ostatnie formują zwartą do luźnej buławkę. Nasady czułków są odsłonięte tylko u Megasternini i Omicrini. Głaszczki szczękowe są znacznie krótsze od czułków. Głaszczki wargowe odznaczają się obecnością kępki szczecinek przed wierzchołkiem drugiego członu. Przedplecze ma kompletne i niezmodyfikowane listewki krawędziowe. Tarczka jest z tyłu zaostrzona. Pokrywy mają po dziesięć (u niektórych Megasternini jedenaście) rzędów punktów i pozbawione są rządków przytarczkowych. Wierzchołki pokryw są z wyjątkiem rodzaju gomolatka wspólnie zaokrąglone. Śródtułów cechuje się widełkami sternalnymi o biorących początek osobno, krótkich i lekko u szczytu rozszerzonych ramionach oraz częściowo lub całkowicie zlanym z mezanepisternitami, z wyjątkiem rodzaju gomolatka w tyle zaopatrzonym w pośrodkową wyniosłość lub płytkę śródpiersiem. Odnóża mają pięcioczłonowe stopy. Z wyjątkiem grup o skróconych stopach drugi człon stóp tylnej pary jest znacznie krótszy niż pierwszy. Na spodzie odwłoka widocznych jest pięć wolnych sternitów, z których pierwszy wypuszcza zaostrzony wyrostek międzybiodrowy.

### Larwa
Larwy gomolatek są słabo przebadane. Głowa ich jest nieco grzbietobrzusznie spłaszczona i ma oczka larwalne rozmieszczone w jednej lub dwóch grupach, a czasem uwstecznione lub zupełnie zanikłe. Nasale najczęściej ma jeden ząbek lub jest ząbków pozbawione i nigdy nie ma ich więcej niż cztery. Odnóży może nie być wcale, a jeśli występują to są krótkie, często o pazurkach lub innych członach uwstecznionych.

## Ekologia i występowanie
Owady głównie lądowe, aczkolwiek wybierające mikrosiedliska wilgotne, zwykle z dużą zawartością wody. Nieliczne, jak np. żmulińce, wtórnie wróciły do środowiska wodnego. W większości zasiedlają rozkładającą się materię organiczną, w tym ściółkę leśną i odchody ssaków. Kilka rodzajów zamieszkuje mrowiska czy termitiery. Postacie dorosłe żerują na gnijącej materii organicznej, natomiast larwy są drapieżnikami.
Podrodzina kosmopolityczna, znana ze wszystkich krain zoogeograficznych. W Polsce stwierdzono 31 gatunków z pięciu rodzajów (zobacz rodzaje Cercyon, Coelostoma, Cryptopleurum, Megasternum i Sphaeridium w: kałużnicowate Polski).

## Taksonomia
Takson ten wprowadził w 1802 roku Pierre-André Latreille pod nazwą Sphaeridiota. Zalicza się do niego około tysiąca opisanych gatunków zgrupowanych w około 90 rodzajach, umieszczonych w plemionach: 
- Coelostomatini Heyden, 1891
- Megasternini Mulsant, 1844
- Omicrini Smetana, 1975
- Protosternini Hansen, 1991
- Sphaeridiini Latreille, 1802
- plemię: incertae sedis
  - Badioglobus Short, 2004
  - Chimaerocyon Fikáček et al., 2013

Do niedawna w obrębie tej podrodziny umieszczano również plemiona Andotypini, Borborophorini, Rygmodini i Tormissini. Przeniesione one zostały do Rygmodinae w 2013 roku przez Andrew Edwarda Shorta i Martina Fikáčka.